# Bulhon
Bulhon ist ein Ort und eine zentralfranzösische Gemeinde (commune) mit 588 Einwohnern (Stand: 1. Januar 2022) im Département Puy-de-Dôme in der Region Auvergne-Rhône-Alpes. Die Gemeinde gehört zum Arrondissement Thiers und zum Kanton Lezoux.

## Lage
Bulhon liegt etwa 28 Kilometer ostnordöstlich von Clermont-Ferrand. Umgeben wird Bulhon von den Nachbargemeinden Crevant-Laveine im Norden und Osten, Orléat im Osten und Südosten, Ornon im Süden sowie Culhat im Westen und Südwesten.

## Bevölkerungsentwicklung
| Jahr                       | 1962 | 1968 | 1975 | 1982 | 1990 | 1999 | 2008 | 2013 |
| Einwohner                  | 272  | 212  | 279  | 302  | 363  | 357  | 432  | 536  |
| Quellen: Cassini und INSEE |      |      |      |      |      |      |      |      |

## Sehenswürdigkeiten
- Kirche Saint-Vital-et-Saint-Agricol